# أيستاين إغن
أيستاين إغن (بالنرويجية البوكمول: Eystein Eggen)‏ هو عالم اجتماع نرويجي، ولد في 5 يناير 1944 في أوسلو في النرويج، وتوفي في 19 نوفمبر 2010.